# اماس (تيدلي)
اماس هي إحدى مشيخات المملكة المغربية، تتبع جغرافيا لإقليم ورززات وإداريًا لتيدلي. يقدر عدد سكانها بـ 4079 نسمة حسب الإحصاء الرسمي للسكان والسكنى لسنة 2004.